# Elisha ben Abuyah
Elisha ben Abuyah o ben Avuya (in ebraico אלישע בן אבויה‎?; Gerusalemme, ... – ...; fl. II secolo) è stato un rabbino ebreo antico, saggio Tanna della 3ª generazione (60 – 110 d.C.).
Dopo aver adottato una visione del mondo considerata eretica dai suoi colleghi Tannaim e avendo tradito il suo popolo, i rabbini del Talmud si astennero dal riportare i suoi insegnamenti a suo nome e si riferirono a lui come a "quell'altro" (ebraico: אחר,  Acher). Rabbi Louis Ginzberg, nel suo articolo sulla Jewish Encyclopedia (1901–1906), afferma che "è quasi impossibile derivare da fonti rabbiniche un quadro chiaro della sua personalità, e gli storici moderni hanno differito notevolmente nella loro analisi della sua vita. Secondo lo storico Heinrich Graetz, Elisha fu uno gnostico  carpotico; secondo Karl Siegfried, fu un seguace di Filone di Alessandria; secondo Dubsch, un cristiano; secondo Peretz Smolenskin e Isaac Hirsch Weiss, fu vittima dell'inquisitore Akiva ben Joseph."

## Biografia
Si conosce poco della gioventù di Elisha e delle sue attività come insegnante della Legge ebraica. Era figlio di un ricco e rispettato cittadino di Gerusalemme e fu istruito per intraprendere una carriera di studioso. L'unico detto che si registra nella Mishnah è il suo elogio dell'educazione religiosa: "Imparare la Torah da bambino è come scrivere su carta bianca, ma imparare la Torah nell'anzianità è come scrivere su carta che è stata cancellata." (Avot 4:25). Altri detti attribuiti a Elisha indicano la sua insistenza sulle buone azioni, le mitzvot, che secondo lui erano importanti quanto l'educazione:
Elisha studiò anche il greco; come afferma il Talmud, "La lingua di Acher non era mai stanca di cantare canzoni greche". Il Talmud indica che il suo studio della filosofia greca fu uno dei fattori che lo portarono all'apostasia. Il linguista e storico Wilhelm Bacher, nella sua analisi delle leggende talmudiche, scrisse che le similitudini attribuite a Elisha (inclusa la succitata) dimostrano che era un uomo di mondo, appassionato di vini, cavalli e architettura. Evidentemente aveva una buona reputazione come autorità in questioni di pratiche religiose, poiché il Mo'ed Katan 20a riporta una delle sue decisioni halakhiche — l'unica a suo nome, sebbene altre possano essere state registrate coi nomi dei suoi studenti o altri rabbini. Il Bavli asserisce che Elisha, mentre era insegnante presso l'accademia della Torah (beth midrash), teneva libri proibiti nascosti tra i suoi indumenti.

## Analisi
La Jewish Encyclopedia asserisce che Elisha era diventato un Sadduceo. Basa tale affermazione sul fatto che il Talmud gerosolimitano menziona il tradimento di Elisha verso i Farisei. La Jewish Encyclopedia quindi osserva che l'antipatia di Elisha non era diretta verso tutte le forme di culto ebraico che esistevano all'epoca, ma solo contro il farisaismo, nonostante il fatto che i saggi che avevano redatto il Talmud gerosolimitano erano Farisei e lo avessero condannato semplicemente per aver tradito la comunità. La Jewish Encyclopedia afferma inoltre che una delle ragioni fornite per l'apostasia di Elisha sia motivo caratteristico della prospettiva sadducea. Si dice che Elisha avesse visto un bambino perdere la vita mentre osservava due leggi per le quali la Torah prometteva "lunga vita" - onora il padre e la madre, e mandare via un uccello femmina dalla covata. mentre un uomo che aveva trasgredito la stessa legge, non era stato minimamente punito. Questo incontro, come anche le terribili sofferenze dei martiri ebrei durante le persecuzioni dell'imperatore Adriano, convinsero Elisha che non vi era alcuna ricompensa per la virtù in questa vita, anche se i saggi farisei interpretavano questo passaggio come un riferimento alla vita e e alla ricompensa nel mondo a venire. Quindi, la Jewish Encyclopedia sostiene che Eliseo era un Sadduceo, in quanto la convinzione che ricompensa e punizione debbano avvenire sulla Terra e l'incredulità in una vita dopo la morte fanno parte della filosofia sadducea. Tuttavia, l'abbandono della pratica ebraica dopo i suoi incontri inquietanti sembrano indicare che, qualunque sia stata la sua filosofia iniziale, Elisha abbandonò poi ogni forma religiosa ebraica.
Il Talmud gerosolimitano fornisce inoltre notizia che Elisha fu un informatore durante le persecuzioni romane, quando venne ordinato agli ebrei di violare le leggi della Torah. Come evidenza di ciò si racconta che quando agli ebrei venne ordinato di lavorare durante lo Shabbat, loro cercarono di farlo in maniera che non potesse venir considerata una profanazione. Ma Elisha tradì i Farisei e avvisò le autorità romane.
Nel suo libro, The Sinner and the Amnesiac: The Rabbinic Invention of Elisha Ben Abuya and Eleazar Ben Arach (2000), Rabbi Alon Goshen-Gottstein sostiene che le storie rabbiniche debbano esser lette come letteratura piuttosto che come storia:
[I rabbini] costruiscono storie che vengono poi integrate in più grandi unità letterarie ideologicamente motivate in modo che conferiscano particolari messaggi ideologici. Le fonti non si riferiscono necessariamente a fatti storici riguardanti gli eroi, ma illustrano piuttosto le preoccupazioni culturali che trovano espressione nelle storie raccontate su di loro... Tutto ciò porta alla consapevolezza che l'unità significativa che viene presentata non è la vita del saggio, ma è l'insieme di storie di saggi. Queste storie non sono formulate in un tentativo di raccontare la vita del saggio. Vengono dette perché il saggio, come parte della cultura collettiva, ha una certa incidenza sugli interessi culturali comuni. Diversi aneddoti sono congiunti in un ciclo di storia più ampia.
L'ebraismo rabbinico si basava su un acceso e spesso controverso dibattito sul significato della Torah e altri testi sacri. Una sfida per i rabbini era quella di stabilire il grado di eterodossia accettabile in un dibattito. In questo contesto, l'eretico Elisha e Eleazar ben Arach, che si dice avessero dimenticato la Torah, rappresentano due atteggiamenti estremi nei confronti della Torah - i veri rabbini, e le loro argomentazioni, dovevano bilanciarsi tra questi due estremi.